# Жигалан 2-й
Жигалан 2-й — река в России, протекает в Пермском крае.

## Описание
Протекает полностью на территории Красновишерского района Пермского края. Течёт преимущественно в восточном направлении. Устье реки находится в 56 км по левому берегу реки Улс, примерно в 500 м ниже устья реки Сурья. Длина реки составляет 10 км. Приток — Жигалан (левый).

## Данные водного реестра
По данным государственного водного реестра России относится к Камскому бассейновому округу, водохозяйственный участок реки — Кама от водомерного поста у села Бондюг до города Березники, речной подбассейн реки — бассейны притоков Камы до впадения Белой. Речной бассейн реки — Кама.
Код объекта в государственном водном реестре — 10010100212111100004440.